# Tylogonus vachoni
Tylogonus vachoni là một loài nhện trong họ Salticidae.
Loài này thuộc chi Tylogonus. Tylogonus vachoni được María Elena Galiano miêu tả năm 1960.